# Liste der Biografien/Gero
Liste der Biografien |
Portal Biografien |
Personensuche
# |
A |
B |
C |
D |
E |
F |
G |
H |
I |
J |
K |
L |
M |
N |
O |
P |
Q |
R |
S |
T |
U |
V |
W |
X |
Y |
Z |
?
 
Ga |
Gb |
Gc |
Gd |
Ge |
Gf |
Gh |
Gi |
Gj |
Gk |
Gl |
Gm |
Gn |
Go |
Gp |
Gq |
Gr |
Gs |
Gu |
Gv |
Gw |
Gy |
Gz
 
Gea |
Geb |
Gec |
Ged |
Gee |
Gef |
Geg |
Geh |
Gei |
Gej |
Gek |
Gel |
Gem |
Gen |
Geo |
Gep |
Ger |
Ges |
Get |
Geu |
Gev |
Gew |
Gex |
Gey |
Gez
 
Gera |
Gerb |
Gerc |
Gerd |
Gere |
Gerf |
Gerg |
Gerh |
Geri |
Gerk |
Gerl |
Germ |
Gern |
Gero |
Gerp |
Gerr |
Gers |
Gert |
Geru |
Gerv |
Gerw |
Gery |
Gerz
Die Liste der Biografien führt alle Personen auf, die in der deutschsprachigen Wikipedia einen Artikel haben. Dieses ist eine Teilliste mit 84 Einträgen von Personen, deren Namen mit den Buchstaben „Gero“ beginnt.

## Gero
- Gero, Abt von Werden und Helmstedt
- Gero († 965), Markgraf der sächsischen OstmarkGero († 965)

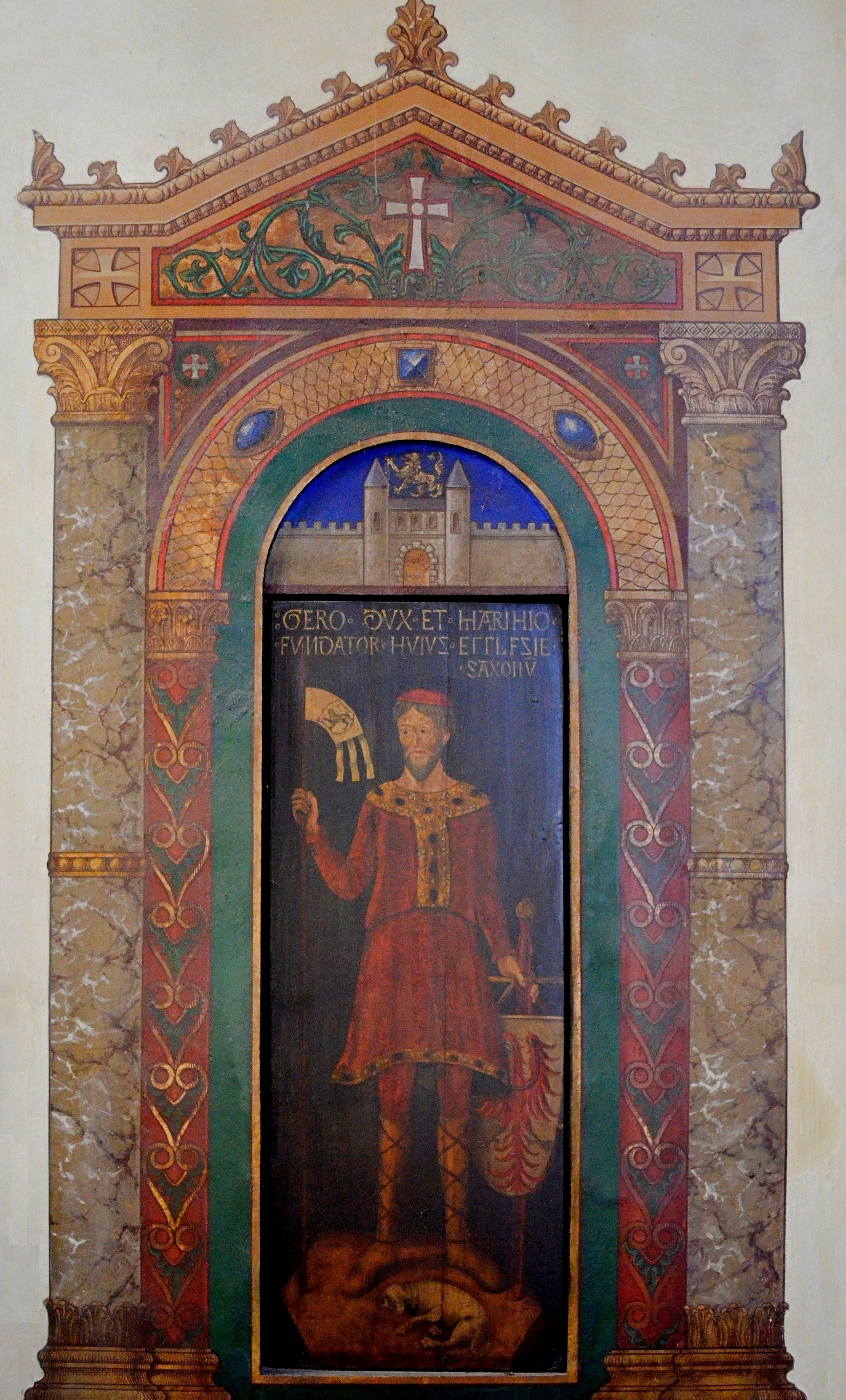
Gero († 965)

- Gero († 1015), Markgraf der Lausitz
- Gero von Alsleben († 979), ostsächsischer Graf
- Gero von Brehna († 1089), Graf von Brehna, Sohn Markgraf Dietrichs II. von der Lausitz
- Gero von Einsiedeln († 1122), Abt des Klosters Einsiedeln
- Gero von Halberstadt, Bischof von Halberstadt
- Gero von Köln († 976), Erzbischof von Köln
- Gero von Magdeburg († 1023), Erzbischof von Magdeburg
- Gero, Alhaji (* 1993), nigerianischer Fußballspieler
- Gerő, Ernő (1898–1980), ungarischer Politiker
- Gerő, Ferenc (1900–1974), ungarischer Sprinter
- Gerö, Georg (1901–1993), österreich-ungarischer Psychoanalytiker, Psychologe und Arzt
- Gero, Ihan, franko-flämischer Komponist
- Gerö, Josef (1896–1954), ungarisch-österreichischer Jurist, Politiker und Fußballfunktionär
- Gerő, Katalin (1853–1944), ungarische Sozialarbeiterin
- Gerö, Stephen (* 1943), ungarisch-deutscher Orientalist

### Geroc
- Geroch, Robert (* 1942), US-amerikanischer theoretischer Physiker

### Geroe
- Geroe-Tobler, Maria (1895–1963), Schweizer Malerin und Textilkünstlerin

### Gerok
- Gerok, Friedrich von (1786–1865), deutscher Theologe
- Gerok, Friedrich von (1854–1937), württembergischer General der Infanterie im Ersten Weltkrieg
- Gerok, Karl Ludwig (1906–1975), deutscher Organist und Komponist
- Gerok, Karl von (1815–1890), deutscher Theologe und LyrikerKarl von Gerok (1815–1890)

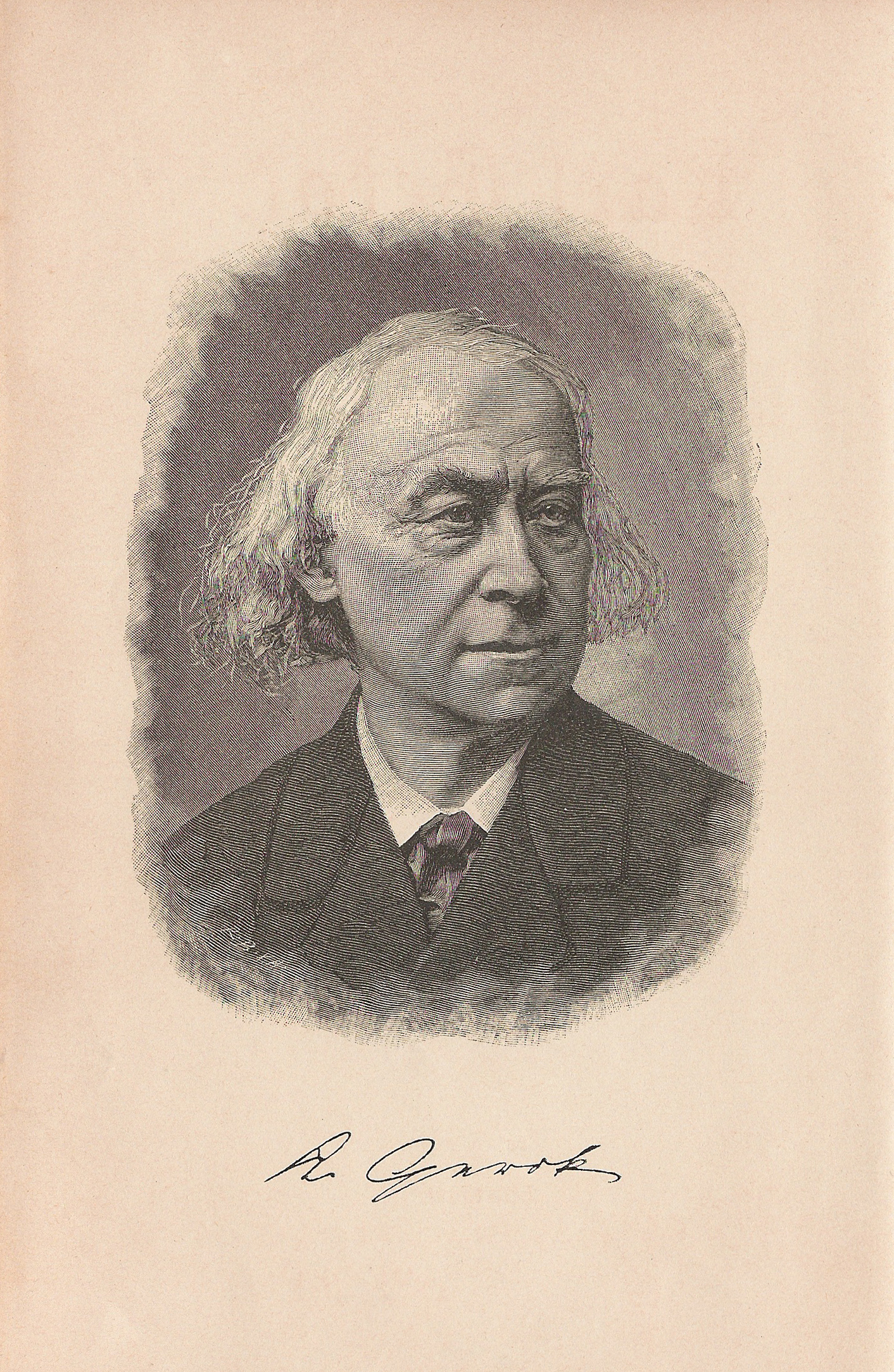
Karl von Gerok (1815–1890)

- Gerok, Wolfgang (1926–2021), deutscher Mediziner
- Gerok-Reiter, Annette (* 1961), deutsche Germanistin und Hochschullehrerin

### Gerol
- Gerola, Giuseppe (1877–1938), italienischer Kunsthistoriker, Archäologe und Denkmalpfleger
- Gerold der Jüngere († 799), alamannischer Markgraf
- Gerold von Anglachgau, Graf im Kraichgau und Anglachgau; Stammvater der Geroldonen und Udalrichinger
- Gerold von Friesach († 1333), Bischof von Gurk
- Gerold von Genf, Graf von Genf
- Gerold von Großwalsertal († 978), Einsiedler in Frisun
- Gerold von Jerusalem († 1239), Abt von Molesme und Cluny, Bischof von Valence, Patriarch von Jerusalem
- Gerold von Oldenburg († 1163), Bischof von Oldenburg in Holstein
- Gerold von Sax-Hohensax (1400–1480), Abt von Einsiedeln
- Gerold von Waldeck († 1231), Bischof von Freising
- Gerold, Andreas (* 1963), deutscher Politiker (AfD)
- Gerold, Gisa (* 1979), deutsche Biochemikerin und Virologin
- Gerold, Julius Victor (1808–1876), deutscher Komponist und Arrangeur und Armee-Musik-Direktor
- Gerold, Karl (1906–1973), deutscher Journalist und Herausgeber der Frankfurter Rundschau
- Gerold, Mary (1898–1987), zweite Ehefrau und Nachlassverwalterin Kurt Tucholskys
- Gerold, Rosa von (1829–1907), österreichische Schriftstellerin und Salondame
- Gerold, Sebastian (* 1976), deutscher Schauspieler
- Gerold, Ulrike (* 1956), deutsche Schriftstellerin
- Geroldinger, Andreas (* 1980), österreichischer Rechtswissenschaftler und Hochschullehrer
- Geroldinger, Karl (* 1960), österreichischer Trompeter, Dirigent und Orchesterleiter
- Geroldus († 743), Bischof von Mainz
- Gerolt, Bernhard Franz Josef von (1747–1828), deutscher Politiker und Abgeordneter (Bonn)
- Gerolt, Friedrich von (1797–1879), deutscher Politiker und Botschafter (Washington D. C., USA)

### Gerom
- Gérôme, Jean-Léon (1824–1904), französischer Historienmaler und BildhauerJean-Léon Gérôme (1824–1904)

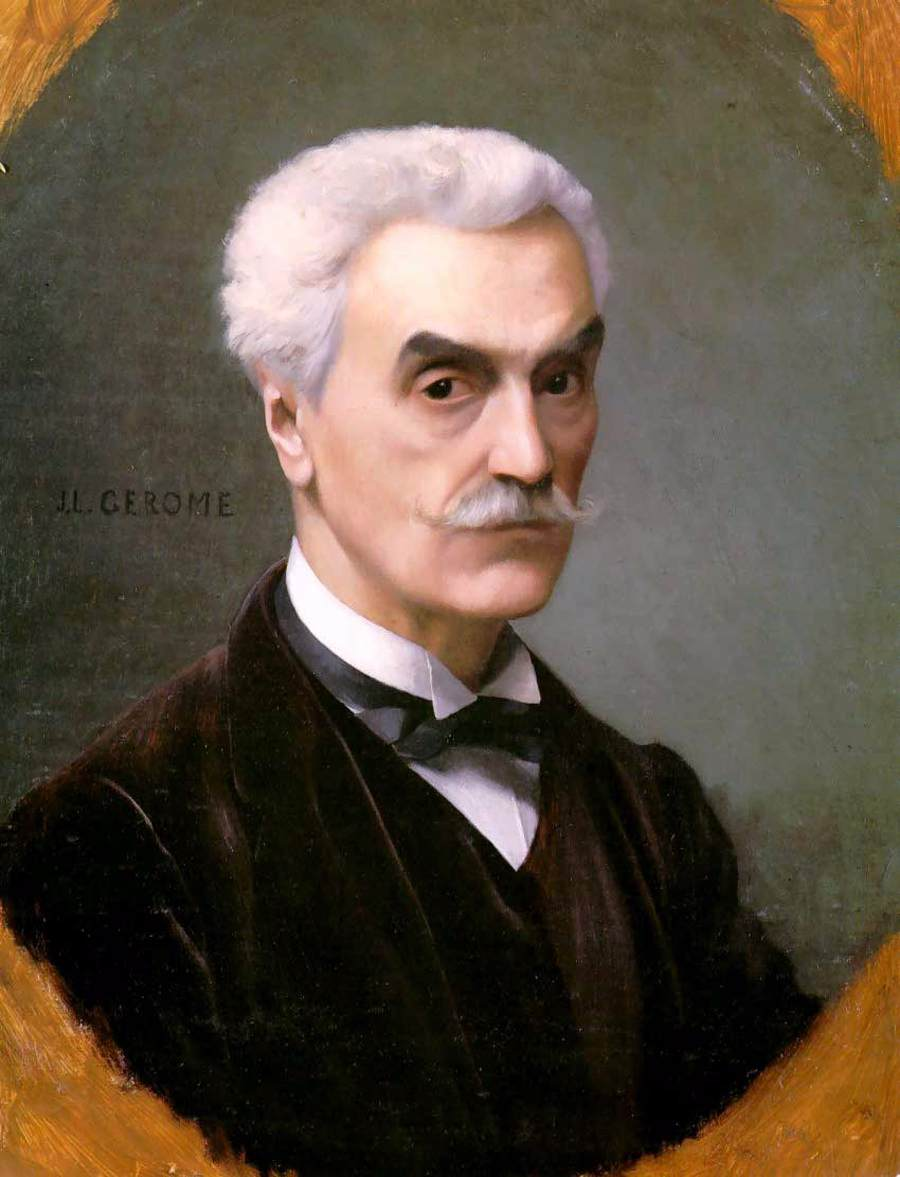
Jean-Léon Gérôme (1824–1904)

- Gérôme, Raymond (1920–2002), franko-belgischer Schauspieler und Regisseur
- Geromel, Pedro (* 1985), brasilianisch-italienischer Fußballspieler
- Geromini, Albert (1896–1961), Schweizer Eishockeyspieler
- Geromini, Carlos Luis (1906–1972), honduranischer römisch-katholischer Geistlicher, Bischof von Santa Rosa de Copán

### Geron
- Geron, Ema (1920–2011), bulgarisch-israelische Sportpsychologin
- Géron, Jacques (1950–1993), belgischer Comiczeichner
- Gerona, Antoni (* 1973), spanischer Handballtrainer
- Gerondeau, Christian (* 1938), französischer Ingenieur und Publizist
- Gerondi, Jona (1200–1263), spanischer Rabbiner und Moralist
- Geroni Flores, Carlos Vicente (1895–1953), argentinischer Geiger, Pianist, Bandleader und Tangokomponist
- Geronimi, Clyde (1901–1989), italienisch-amerikanischer Zeichner und Zeichentrickfilm-Regisseur
- Geronimo (1829–1909), Kriegshäuptling und Schamane einer Gruppe der Bedonkohe-ApachenGeronimo (1829–1909)

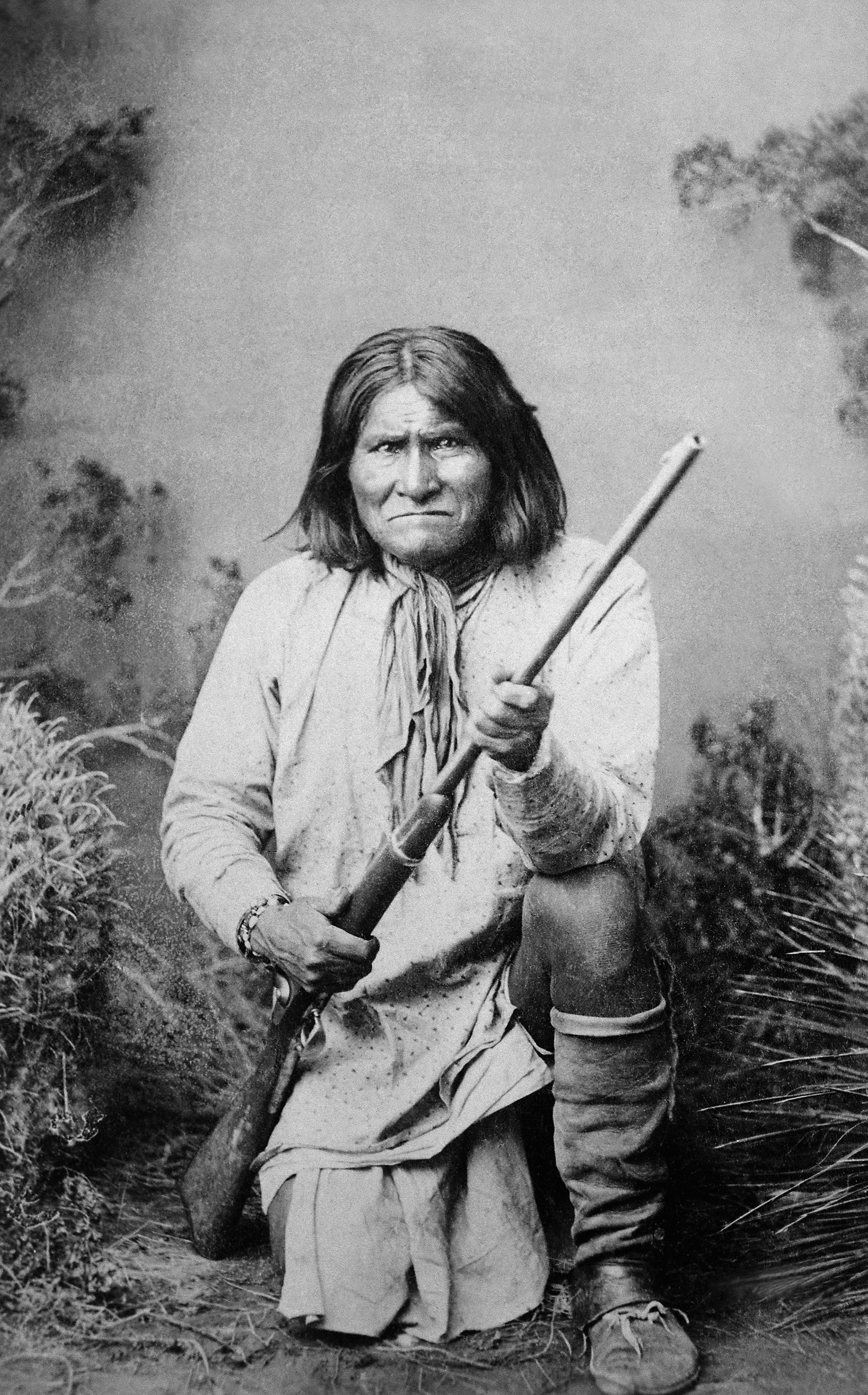
Geronimo (1829–1909)

- Gerono, Camille-Christophe (1799–1891), französischer Mathematiker
- Gerontios, antiker griechischer Bildschnitzer
- Gerontius, Präfekt der kaiserlichen Provinz Ägypten
- Gerontius († 411), General des römischen Usurpators Konstantin III.
- Gerontius von Moskau († 1489), Bischof von Kolomna und Metropolit von Moskau

### Geros
- Gerosa, Augusto (1909–1982), italienischer Eishockeytorwart
- Gerosa, Carlo (* 1964), italienischer Skirennläufer
- Gerosa, Gabriella (* 1964), Schweizer Foto- und Videokünstlerin
- Gerosa, Gaston (1923–2002), Schweizer Radrennfahrer
- Gerosa, Libero (* 1949), Schweizer Theologe und römisch-katholischer Kirchenrechtler sowie Hochschullehrer
- Gerosa, Mauro (* 1974), italienischer Radrennfahrer
- Gerosa, Sergio (* 1955), Schweizer Radrennfahrer
- Gerosa, Vincenza (1784–1847), Ordensgründerin und Heilige
- Gerosa, Walter (1914–1981), Schweizer Politiker (LdU)

### Gerou
- Géroudet, Paul (1917–2006), Schweizer Ornithologe, Lehrer, Übersetzer und Sachbuchautor
- Géroudet, Tiffany (* 1986), Schweizer Degenfechterin
- Geroulanos, Marinos (1867–1960), griechischer Chirurg und Hochschullehrer
- Geroulanos, Pavlos (* 1966), griechischer Ökonom und Politiker
- Geroulanos, Stephanos (* 1940), griechischer Chirurg

### Gerov
- Gerovasili, Olga (* 1961), griechische Politikerin

### Gerow
- Gerow, Leonard T. (1888–1972), US-amerikanischer GeneralLeonard T. Gerow (1888–1972)

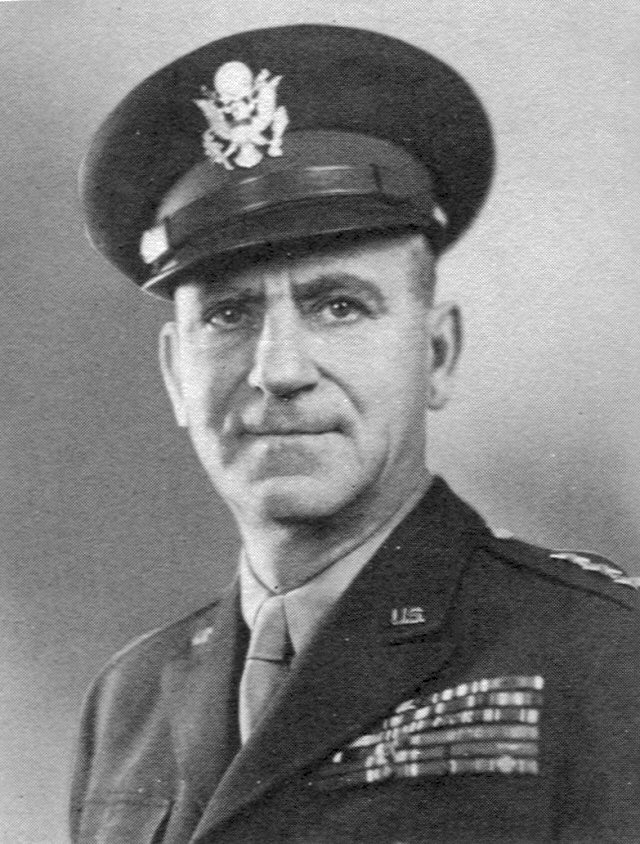
Leonard T. Gerow (1888–1972)

- Gerow, Najden (1823–1900), bulgarischer Linguist
- Gerowski, Rangel (1958–2004), bulgarischer Ringer